# Dinagapostemon mexicanus
Dinagapostemon mexicanus là một loài Hymenoptera trong họ Halictidae. Loài này được Roberts & Brooks mô tả khoa học năm 1987.